# Melanoscia felina
Melanoscia felina là một loài bướm đêm trong họ Geometridae.